# Бранци
Бра̀нци (на италиански: Branzi; на ломбардски: Brans, Бранс) е село и община в Северна Италия, провинция Бергамо, регион Ломбардия. Разположено е на 874 m надморска височина. Населението на общината е 712 души (към 2017 г.).